# Извоареле (Бузау)
Извоареле (рум. Izvoarele) насеље је у Румунији у округу Бузау у општини Бозиору. Oпштина се налази на надморској висини од 326 m.

## Становништво
Према подацима из 2002. године у насељу је живело 212 становника, од којих су сви румунске националности.